# 1920年外籍人士令
《1920年外籍人士令》（英語：1920 Aliens Order）是英國政府根據《1919年外籍人士限制（修訂）法令》制定的法定文書，旨在擴大規管入境者進入英國的權力，以及強制入境者持有護照。該命令是在第一次世界大戰後普遍失業的背景下作出的。因此，所有尋求工作或居住的外籍人士都必須在警署註冊。「外籍人士註冊名冊」由時任內政大臣愛德華·肖特指導維護。
該命令還要求對所有進入英國的外籍人士進行醫療檢查，並允許入境事務主任拒絕「精神病人、白痴或精神不健全的人」或「經醫療檢查人員證明出於醫療原因不宜入境的人」入境。檢查通常不需要醫務人員。醫療檢查人員主要是在入境領域的工作者。
該命令後由《1953年外籍人士令》取代。